# Granite Falls (Washington)
Pour les articles homonymes, voir Granite Falls.
Granite Falls est une ville du comté de Snohomish dans l'État de Washington.
La ville a été incorporée en 1903.
En 2010, la population était de 3 364 habitants.